# Waldo (Ohio)
Pour les articles homonymes, voir Waldo.
Waldo est un village américain situé dans le comté de Marion, dans l'Ohio. Selon le recensement de 2010, sa population est de 338 habitants.